# بيضة متكيسة
في علم الأحياء وفي دورة حياة معقدات القمة وغيرها، البيضة المتكيسة (بالإنجليزية: Oocyst)‏ هي مرحلة بيضة مغلفة أو بوغ ذو غلاف سميك توجد في تعاقب الأجيال الضعفاني أو الفرداني إلى أن تنقسم بواسطة التكاثر الانشطاري في أنواع معينة من الطلائعيات أو البائغات مثل الكريبتوسبوريديوم والمقوسة. هذه الحالة تمنح الكائن القدرة على العيش خارج الكائن العائل وتمنحه مقاومة شديدة للظروف المحيطة.
يحدث التكاثر الجنسي من خلال المشيج الصغير الذكري مع المشيج الكبير الأنثوي. البويضة المخصبة (أو البيضة) وتكون عادة ذات سوط، ثم تتحول إلى بيضة متكيسة وذات جدار سميك مقاوم، وعندما تتوفر الظروف المناسبة تنقسم انقساما اختزاليا لتكوين أشكالا معدية فرادنية هي الحيوانات البوغية.
تنمو البويضات المخصبة داخلها، ثم توفر النقل لها إلى العائل، مثلا بواسطة إحدى البعوضيات (مثل الأنوفيلة الغامبية Anopheles gambiae).
كما تنتقل البيوض المتكيسة بواسطة براز القطط إلى حاويات مخلفات المواشي. لذلك على الحوامل تجنب ملامسة أو حمل تلك الحاويات لتجنب انتقال البيوض المتكيسة لأنها يمكن أن تسبب الضرر لعيني ودماغ الجنين بإلإضافة لأعضاء أخرى في جسم الجنين.